# Vasco-da-Gama-Turm

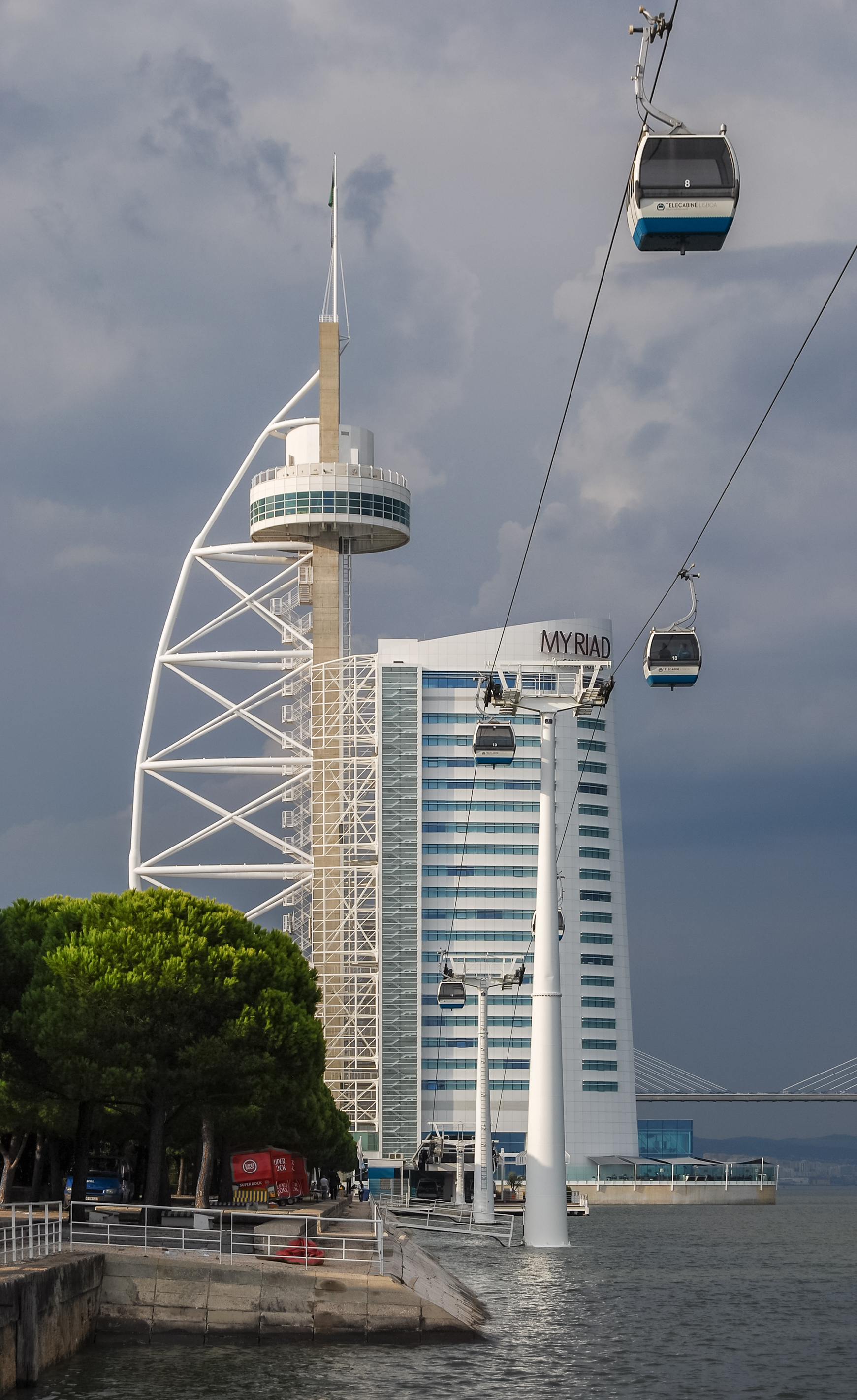
Vasco-da-Gama-Turm mit dem neuen Hotelbau rechts im Bild (2014)

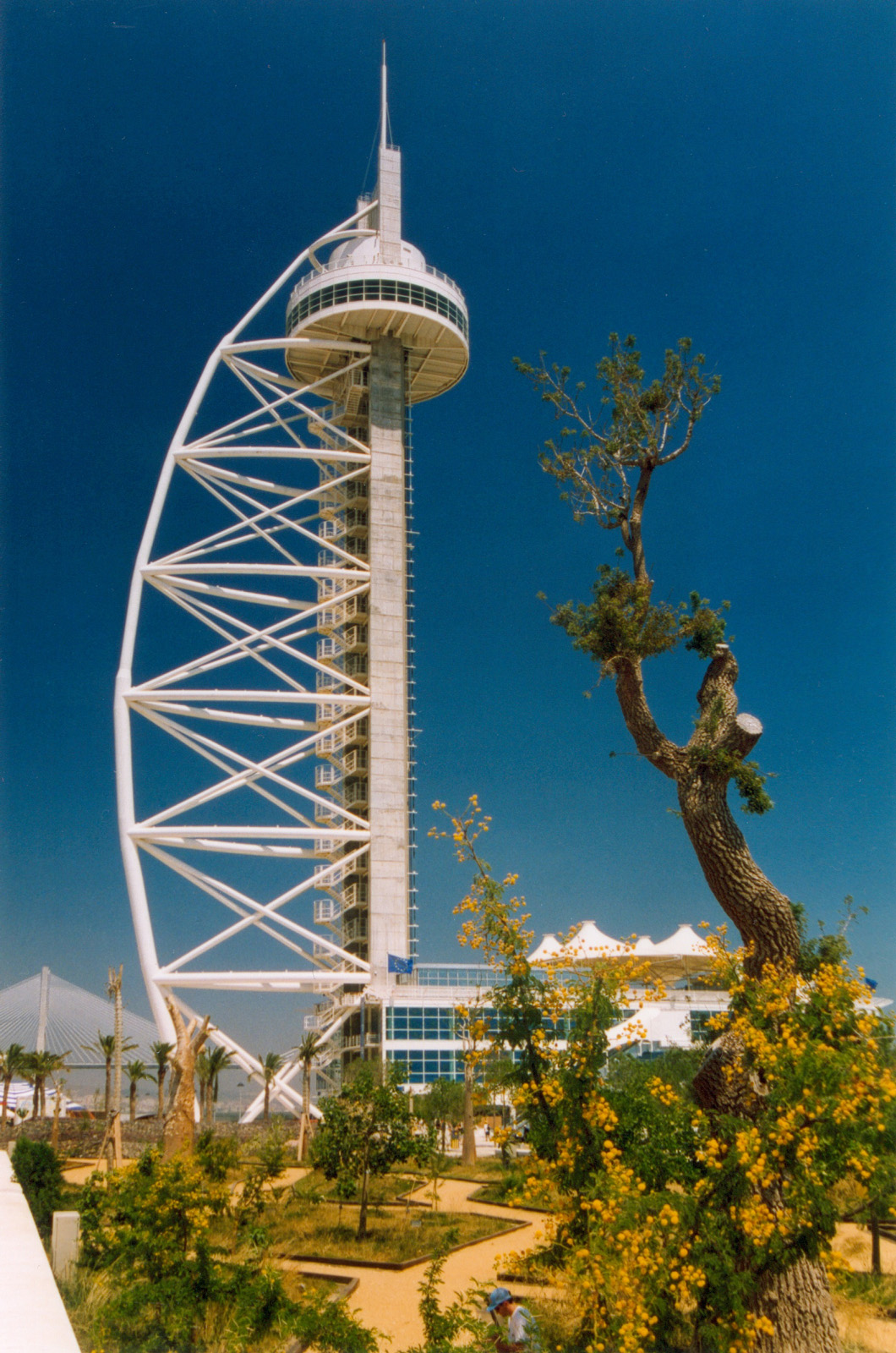
Der ursprüngliche Turm

Der Vasco-da-Gama-Turm ist ein 145 Meter hoher Aussichtsturm in Stahlfachwerkbauweise in Lissabon, Portugal mit angeschlossenem Hotelbau. Er ist das höchste Gebäude Portugals (Stand 2024).

## Geschichte
Der Turm wurde 1998 für die Weltausstellung Expo 98 durch die Unternehmen Profabril und SOM errichtet, Architekt war Leonor Janeiro, Statiker Nuno Costa. Getreu dem Motto der Expo 98 „Die Ozeane: Ein Erbe für die Zukunft“ soll der Turm als Denkmal an den Seefahrer Vasco da Gama erinnern und die Verbundenheit der Portugiesen mit dem Meer ausdrücken: Der Sockel reicht wie ein Schiffsbug auch in den Tejo hinein, die Stahlkonstruktion stellt das Segel einer Karavelle dar, der Turmkörper mit dem Aussichtrestaurant ist wie ein Mast mit Ausguck gestaltet.
Der Turm sollte auch nach der Expo wirtschaftlich genutzt werden, beispielsweise durch Nutzung als Büro- und Geschäftsräume, allerdings fanden sich zu wenige Nachmieter. Für Einzelveranstaltungen wurde der Turm noch genutzt wie z. B. 2001 für die Weltpremiere des Mini. Sowohl die Aussichtsplattform als auch das Restaurant wurden im Oktober 2004 geschlossen.
2006 wurde der Turm vom französischen Freikletterer Alain Robert im Rahmen einer Marketingaktion eines portugiesischen Mobilfunkunternehmens bestiegen.
Nach Plänen des portugiesischen Architekten Nuno Leónidas sollte der Vasco-da-Gama-Turm wiedereröffnet und in ein Luxushotel mit 178 Zimmern in 20 Stockwerken umgewandelt werden. Der Umbau dazu begann im Oktober 2007. Das Hotel sollte ursprünglich den Namen Sana Torre Vasco da Gama Royal Hotel erhalten, betrieben durch die portugiesische Hotelgruppe Sana Hotels. Aussichtsplattform und -restaurant sollten durch drei Panorama-Aufzüge erfolgen.
Am 6. November 2012 wurde das Haus als Hotel Myriad der Sana Hotels wie geplant neu eröffnet, unter Anwesenheit von Staatspräsident Cavaco Silva und Bürgermeister António Costa. Das Hotel wird seither als Luxushotel beworben.